# Sainte-Cécile-de-Lévrard
Sainte-Cécile-de-Lévrard es un municipio parroquial canadiense situado en la provincia de Quebec.

## Superficie
Sainte-Cécile-de-Lévrard tiene una superficie de 32,32 km².

## Demografía
En 2021, tenía 349 habitantes, una densidad poblacional de 10,8 hab./km², y 163 viviendas.